# Post Falls
Post Falls is een plaats in de Amerikaanse staat Idaho en in Kootenai County. Het plaatsje ligt dicht bij de grens van Idaho en Washington State, en tussen de plaatsen Coeur D'Alene (Idaho) en Spokane (Washington). In het jaar 2000 had de plaats totaal 17.247 inwoners.
Post Falls is vernoemd naar Frederick Post, die in 1871 zijn houtzagerij had gevestigd aan de Spokane Rivier.

## Geografie
Post Falls is op de kaart terug te vinden op 47°42'56" NB en 116°56'17" WL.
Volgens het Amerikaans Census Bureau, heeft de stad een oppervlakte van 25,1 km², waarvan 0,1 km² is gevuld met water. 0,52 % van het complete gebied is water, en voornamelijk de Spokane Rivier.

## Demografie
Volgens de gegevens van 2000 zijn er 17.247 inwoners, 6369 huishoudens en 4668 families woonachtig in de stad. De bevolkingsdichtheid is 689.3/km². Er zijn 6697 huizen, dat is gemiddeld 267,7/km². De bevolking is ingedeeld in 96,13 % blank, 0,18 % Afrikaans Amerikaan, 0,87 % Native American, 0,56 % Aziatisch, 0,06 % Pacific eilanden, 0,60 % van andere bevolkingsgroepen en 1,61 % van gemengde bevolkingsgroepen. 2,55 % van de populatie is van Spaanstalige of Latino afkomst.
Er zijn 6369 huishoudens waarvan 40,2 % met kinderen onder de leeftijd van 18 jaar thuiswonend. 58,7 % zijn getrouwde stellen samenwonend. 10,1 % van de huishoudens hebben alleenstaande vrouwen als huishoudvoerenden. En 26,7 % hebben geen familie en zijn letterlijk alleenstaanden. 20,5 % van alle huishoudens bestaat uit individuen en 8,2 % heeft iemand alleen wonen die ouder is dan 65 jaar. De gemiddelde grootte van een huishouden is 2,71 personen en voor een familie is dit 3,13 personen.
In de stad is de bevolking verdeeld, 30,6 % onder de 18 jaar, 8,9 % van 18 tot 24 jaar, 31,8 % van 25 tot 44 jaar, 18,9 % van 45 tot 64 jaar en 9,8 % die ouder zijn dan 65 jaar. De gemiddelde leeftijd is 31 jaar. Voor elke 100 vrouwen zijn er 95,8 mannen. Voor elke 100 vrouwen van 18 jaar en ouder zijn er 92,4 mannen.
Het gemiddelde inkomen voor een huishouden is $ 39.061, een het gemiddelde inkomen voor een familie is $ 42.758. Mannen hebben een gemiddeld inkomen van $ 32.284 tegen $ 22.798 voor de vrouwen. Het gemiddelde inkomen voor de stad is $ 18.692. 9,4 % van de bevolking en 7,1 % van de families leven onder de armoedegrens. Van de totale bevolking leeft 13,4 % van onder de 18 en 7,5 % van 65 jaar en ouder onder de armoedegrens.

## Plaatsen in de nabije omgeving
De onderstaande figuur toont nabijgelegen plaatsen in een straal van 12 km rond Post Falls.